# Викторија (острво, Канада)
Не треба мешати са острвом Ванкувер, на којем се налази град Викторија. За друга значења, види Викторија.
Острво Викторија (енгл. Victoria Island) једно је од канадских арктичких острва у територијама Нунавут и Сјеверозападне територије, делу канадског Арктичког архипелага. 
Површина острва износи 217 291 km², друго је по величини острво у Канади и осмо у свету. Готово је двоструко веће од Њуфаундланда (111.390 km2 [43.008 sq mi]) и нешто је веће од острва Велика Британија (209.331 km2 [80.823 sq mi]), али је мање од Хоншуа (225.800 km2 [87.182 sq mi]). Оно садржи највеће острво на свету унутар острва унутар острва.
Острво Викторија има популацију од 2.162 становника (2016) и густину насељености од 0,001 становника по km².

## Историја
Године 1826, Џон Ричардсон је видео југозападну обалу и назвао је „Воластонска земља“. Године 1839, Питер Ворен Дис и Томас Симпсон пратили су југоисточну обалу. Они су називали острво „Викторијина земља“. На мапи коју је објавио Џон Баров 1846. године види се потпуна празнина од ове две земље северно до „Банксове земље“, северне обале острва Банкс. Године 1851, Џон Ра је мапирао читаву јужну обалу и повезао две „земље“. Током 1850. и 1851, Роберт Маклур је обишао већи део острва Банкс, разјашњавајући да је оно одвојено од остатка острва Викторија. Његови људи су такође мапирали северозападну и западну обалу острва Викторија. Један од људи Роалда Амундсена, Годфред Хансен, мапирао је источну обалу до рта Нансен 1905. године, а 1916. и 1917. Сторкер Т. Сторкерсон, припадници Вилхалмур Стефансонове Канадске арктичке експедиције, мапирали су североисточну обалу, укључујући полуострво Сторкерсон.
Године 2008, Кларк Kартер и Kрис Брај су постали су први људи за које је забележено да су препешачили острво Викторија. Њихов први покушај да препешаче на 1.000 km (620 mi) 2005. године није успео, те су се вратили и завршили преосталих 660 km (410 mi) 2008. године.

## Географија
Острво има разуђену обалу са доста полустрва и залива. Облик острва помало подсјећа и на јаворов лист, један од симбола Канаде.
Највиши врх је око 655 m у Шалеровим планинама (Shaler Mountains) у сјеверном-централном дијелу острва. Највеће језеро је Језеро Фергусон (Ferguson Lake) са површином од 562 km².
Највеће насеље је Кембриџ Беј (Cambridge Bay), а друго по величини Улукхакток.
Острво је добило име по енглеској краљици Викторији.

## Мапе
- ^map1 Вајскаунт Мелвил Саунд - 74° 15′ N 105° 00′ W / 74.250° С; 105.000° З
- ^map2 Маклинтоков канал - 72° 00′ N 102° 00′ W / 72.000° С; 102.000° З
- ^map3 Викторијин теснац - 69° 31′ N 100° 30′ W / 69.517° С; 100.500° З
- ^map4 Амундсенов залив - 71° 00′ 01″ N 124° 00′ 10″ W / 71.00028° С; 124.00278° З
- ^map5 Банксово острво - 72° 45′ 02″ N 121° 30′ 10″ W / 72.75056° С; 121.50278° З
- ^map6 Теснац принца од Велса - 72° 21′ 14″ N 118° 46′ 57″ W / 72.35389° С; 118.78250° З
- ^map7 Долфин енд Унион теснац - 69° 05′ 10″ N 116° 02′ 30″ W / 69.08611° С; 116.04167° З
- ^map8 Остинов залив - 68° 33′ N 113° 10′ W / 68.550° С; 113.167° З
- ^map9 Коронациони залив - 68° 08′ N 112° 00′ W / 68.133° С; 112.000° З
- ^map10 Дисов теснац - 68° 50′ N 107° 30′ W / 68.833° С; 107.500° З
- ^map11 Сторкерсоново полуострво - 72° 30′ N 106° 30′ W / 72.500° С; 106.500° З
- ^map12 Голдсмитов канал - 73° 10′ N 106° 05′ W / 73.167° С; 106.083° З
- ^map13 Стефансоново острво - 73° 20′ N 105° 45′ W / 73.333° С; 105.750° З
- ^map14 Хадлијев залив - 72° 31′ N 108° 12′ W / 72.517° С; 108.200° З
- ^map15 Принц Албертово полуострво - 72° 30′ 02″ N 117° 00′ 09″ W / 72.50056° С; 117.00250° З
- ^map16 Воластоново полуострво - 69° 41′ 05″ N 115° 10′ 30″ W / 69.68472° С; 115.17500° З
- ^map17 Шелер планине - 71° 55′ 02″ N 111° 30′ 07″ W / 71.91722° С; 111.50194° З
- ^map18 Тахирјуак - 69° 25′ 16″ N 105° 16′ 03″ W / 69.42111° С; 105.26750° З
- ^map19 Кембриџшки залив - 69° 06′ 50″ N 105° 03′ 10″ W / 69.11389° С; 105.05278° З
- ^map20 Улукакток - 70° 44′ 12″ N 117° 46′ 19″ W / 70.73667° С; 117.77194° З
- ^map21 Форт Колинсон - 71° 37′ 02″ N 117° 52′ 09″ W / 71.61722° С; 117.86917° З